# Grabonóg
Grabonóg – wieś w Polsce położona w województwie wielkopolskim, w powiecie gostyńskim, w gminie Piaski.

## Historia
Wieś pierwotnie związana była z Wielkopolską. Istnieje co najmniej od pierwszej połowy XIII wieku. Wymieniona została w łacińskim dokumencie z 1275 jako „Grabonoze”, 1282 „Grabonog”, 1406 „Grabonodze”, 1417 „Grabyonog”, 1429 „Grabyonok”, 1435 „Grabyonowo”, 1510 „Grabowek”, 1523 „Grabanow”, 1563 „Grabonos, Grabonocz”, 1564 „Grabonok”.
Miejscowość była początkowo wsią szlachecką należącą do lokalnego rodu wielkopolskiego Górków herbu Łodzia. W 1446 wieś leżała w powiecie kościańskim Korony Królestwa Polskiego. W 1510 należała do parafii Strzelce Wielkie.
W latach 1275 oraz w 1282 we wsi dwa dokumenty wystawił książę wielkopolski Przemysł II. W 1337 odnotowany został dziedzic Gostynia komes Mikołaj, syn zmarłego Wojciecha, który swoje wsie w okolicy miasta, a w tym m.in. Grabonóg, podporządkował sądom geneneralnym, które trzy razy w roku odbywały się na prawie niemieckim w Gostyniu. Dokumenty sądowe odnotowały także W 1406 świadka Jana z Grabonoga i w 1409 Jana Podrzeckiego pochodącego ze wsi. W latach 1429-1430 kmieć grabonowski Mikołaj pozwał Wojciecha Włostowskiego z Podrzecza za zabicie jego ojca.
W 1417 kanclerz ziemski poznański Mikołaj I z Górki przedstawił w sądzie przez swego pełnomocnika dokument nabycia wsi Grabonóg. Prawo bliższości do wsi zgłosili również Dorota Pogorzelska wdowa po Januszu z Pogorzeli, wojewoda poznański Bartosz Wezenborg z Gostynia oraz Jan Boruta. W 1422 Mikołaj I z Górki dał swym bratankom Wyszocie oraz Łukaszowi synom Jakuba z Górki 1/3 miasta Miejska Górka oraz m.in. wieś Grabonóg. W 1435 Łukasz oraz Wyszota z Górki Miejskiej posiadali wieś Grabonóg. W 1435 woźny sądu ziemskiego zeznał o dokonanym rozgraniczeniu wsi oraz usypaniu kopców granicznych pomiędzy Grabonogiem, a Bodzewem, które zostały zatwierdzone przez sąd. W 1491 w klasztorze benedyktynów lubińskich odnotowano śmierć pochodzącego ze wsi mnicha benedyktyńskiego Pawła.
W 1520 starosta generalny Andrzej Górka syn Łukasza Górki, sprzedał z zastrzeżeniem prawa odkupu swoje części dóbr Gostyń Janowi Gostyńskiemu z rodu Borek-Gostyńskich, rezerwując dla mieszkańców Grabonoga używanie niektórych pastwisk oraz zarośli w tych dobrach.
Miejscowość odnotowano również w historycznych rejestrach poborowych. W 1510 we wsi było 16,5  łanów osiadłych i 10 łanów opuszczonych, a w tym opuszczone łany kmiece. Wiardunki dziesiętne z łanów w Grabonogu mieszkańcy płacili biskupstwu poznańskiemu, a meszne oraz stołowe plebanowi w Strzelcach Wielkich. W 1530 miał miejsce pobór z 7 łanów we wsi. W 1563 i w 1566 odnotowano pobór z 15 łanów. W 1564 we wsi było 10 łanów, a wiardunki dziesiętne ze wsi należały do dochodów klucza krobiańskiego biskupstwa poznańskiego. W latach 1580-1581 pobrano podatki z 7 łanów, dwóch zagrodników, [[krawiec}krawca]], owczarza, który wypasał 40 owiec.
Do czasu rozbiorów leżała w Rzeczypospolitej Obojga Narodów. Wskutek II rozbioru Polski w 1793, miejscowość przeszła pod władanie Prus i jak cała Wielkopolska znalazła się w zaborze pruskim. W okresie Wielkiego Księstwa Poznańskiego (1815-1848) miejscowość wzmiankowana jako Grabonóg należała do wsi większych w ówczesnym pruskim powiecie Kröben (krobskim) w rejencji poznańskiej. Grabonóg należał do okręgu gostyńskiego tego powiatu i stanowił odrębny majątek, którego właścicielem był wówczas (1846) Wilkoński. Według spisu urzędowego z 1837 roku wieś liczyła 273 mieszkańców, którzy zamieszkiwali 27 dymów (domostw). W skład majątku Grabonóg wchodziły wówczas: Krajewice (33 domy, 269 osób), Lecejewo (7 osób w 1 domu), folwark Osowiec (15 osób w 1 domu), polana leśna Róża (7 domów, 47 os.), folwark Tanecznica (4 domy, 28 os.) oraz polana leśna Dom Leśny (1 dom, 12 os.).
W miejscowości jest przystanek kolejowy Grabonóg.

## Kalendarium
- VIII-V wiek p.n.e. - pierwsze ślady osadnictwa ludzkiego kultury łużyckiej na terenie dzisiejszego Grabonoga.
- XI wiek - istniał w Grabonogu warowny gród, który wraz z powstałą u jego podnóża osadą (podgrodziem) stanowił królewszczyznę.
- 1275 rok - pierwsza wzmianka źródłowa o Grabonogu. Gród grabonoski był wówczas prawdopodobnie obsadzony stałą załogą łuczników książęcych. W XIII stuleciu często przebywali tu książęta wielkopolscy - Przemysł I i Przemysł II.
- XV wiek - Grabonóg należał do możnego rodu Górków, dawny gród przebudowano na mały zamek, a osadę kmiecą zamieniono w folwark szlachecki.
- Druga połowa XVII wieku - Grabonóg przeszedł w ręce rodziny Wilkońskich. Posiadał wtedy własny browar, karczmę i wiatrak.
- 1749 rok - wzniesiono dwór szlachecki.
- W 1812 roku - podczas wyprawy moskiewskiej Napoleona - bawił w Grabonogu przejazdem marszałek Francji Davoust.
- W 1814 roku urodził się w tutejszym dworze Edmund Bojanowski - znany w Wielkopolsce działacz oświatowy i religijny, założyciel pierwszych na ziemiach polskich ochronek wiejskich i Zgromadzenia Sióstr Służebniczek NMP.
- 1830 rok - uwłaszczenie chłopów grabonoskich przez ówczesnego dziedzica dóbr - Teofila Wilkońskiego.
- W 1868 roku - dobra rycerskie Grabonóg nabył podczas przymusowej licytacji Apolinary Losow z Gryżyny.
- W czasie okupacji hitlerowskiej miejscowość nosiła nazwę Lindenhof.
- Po drugiej wojnie światowej majątek przekształcono w Państwowe Gospodarstwo Rolne.
- W latach 1975–1998 miejscowość administracyjnie należała do województwa leszczyńskiego.